# Antiestrogen
Antiestrogen, còn được gọi là chất đối kháng estrogen hoặc thuốc chẹn estrogen, là một nhóm thuốc ngăn chặn estrogen như estradiol làm trung gian tác dụng sinh học của chúng trong cơ thể. Chúng hành động bằng cách chẹn thụ thể estrogen (ER) và/hoặc ức chế hoặc ngăn chặn sản xuất estrogen. Thuốc chống ung thư là một trong ba loại thuốc đối kháng hormone giới tính, loại còn lại là antiandrogen và antiprogestogen.

## Các loại và ví dụ
Antiestrogens bao gồm chọn lọc điều biến thụ thể estrogen (SERMs) như tamoxifen, clomiphene, và raloxifene, chất đối kháng im lặng ER và chọn lọc thụ thể estrogen degrader (SERD) fulvestrant, Các chất ức chế aromatase (AI) như anastrozole, và antigonadotropin bao gồm nội tiết tố androgen/steroid đồng hóa, proestogen và tương tự GnRH.
Mặc dù các chất ức chế aromatase và antigonadotropin có thể được coi là chất chống ung thư theo một số định nghĩa, chúng thường được coi là các lớp khác nhau. Các chất ức chế Aromatase và antigonadotropin làm giảm sản xuất estrogen, trong khi thuật ngữ "khángestrogen" thường được dành cho các tác nhân làm giảm phản ứng với estrogen.

## Sử dụng trong y tế
Antiestrogen được sử dụng cho:
- Điều trị thiếu hụt estrogen trong điều trị ung thư vú dương tính ER
- Rụng trứng trong vô sinh do anovulation
- Nam sinh
- Gynecomastia (phát triển vú ở nam giới)
- Một thành phần của liệu pháp thay thế hormone cho người chuyển giới

## Tác dụng phụ
Tác dụng phụ của thuốc chống ung thư bao gồm bốc hỏa, loãng xương, teo vú, khô âm đạo và teo âm đạo. Ngoài ra, chúng có thể gây trầm cảm và giảm ham muốn.

## Lịch sử
Ethamoxytriphetol (MER-25) là chất đối kháng đầu tiên của ER được phát hiện, tiếp theo là clomifene và tamoxifen.